# Robert Lobovsky
Robert Lobovsky (Kindberg, 17 december 1904 – Feldbach, 11 maart 1987) was een Oostenrijks componist, muziekpedagoog en dirigent.

## Levensloop
Lobovsky studeerde aan het Universität für Musik und darstellende Kunst in Graz bij onder anderen Roderich von Mojsisovics en Karl Krehahn. Na het behalen van zijn diploma's vertrok hij naar Feldbach in de Oostenrijkse deelstaat Stiermarken. Aldaar werd hij op 1 april 1928 directeur van de stedelijke muziekschool en tegelijkertijd dirigent van de Stadtmusik Feldbach. Verder was hij dirigent van de zangvereniging. Hij heeft zich enorm voor de uitbreiding van het muziekleven in deze stad ingezet. Lobovsky was mede-initiatiefnemer voor de oprichting van de toenmalige "Bund der Blasmusiken Steiermarks", nu: Steirischer Blasmusikverband e.V.. Voor deze federatie was hij docent voor dirigentencursussen. In 1954 werd hij tot "Landeskapellmeister" benoemd en bleef in deze functie tot 1966. Als directeur van de stedelijke muziekschool ging hij in 1970 met pensioen, alhoewel hij de Stadtmusik Feldbach nog tot 1974 dirigeerde.
Hij schreef verschillende werken voor harmonieorkest, kamermuziek en pedagogische werken

## Composities

### Werken voor harmonieorkest
- 1959 Das Dachsteinlied
- 1963 Festlicher Aufzug (nach einer alten Volksweise)
- Erzherzog Johann-Marsch

## Publicaties
- Das Blasorchester, Graz: Bund der Blasmusiken Steiermarks im Selbstverlag, 1953. 52 p.